# Metopius maruyamensis
Metopius maruyamensis là một loài tò vò trong họ Ichneumonidae.